# バーニング・ブルー
「バーニング・ブルー」はMAGICの13枚目のシングル。1998年11月5日にBANDAI MUSICから発売。移籍第一弾。

## 内容
表題曲「バーニング・ブルー」はテレビ東京系アニメ「EAT-MAN'98」オープニング・テーマ。カップリング「旅人」は同アニメのエンディング・テーマ。

## 制作
本作は一度解散した1999年の時点でラストシングルとなっていたが、MAGICは2017年にほぼオリジナルメンバーで再結成、2019年に21年ぶりのシングル「ファイナルカウントダウン」を発売したため、ラストシングルではなくなった。
本作発売直前に当時のメンバー小坂浩人が脱退したが、ミュージック・ビデオは小坂が脱退直前に製作・既に完成していたため、小坂も含めたメンバー3人で映ったものがそのまま使用された。

## 収録曲
全作詞・作曲：上澤津孝　編曲：今井裕・MAGIC
1. バーニング・ブルー
2. 旅人
3. バーニング・ブルー（Instrumental）